# Åmot
Åmot é uma comuna da Noruega, com 1 339 km² de área e 4 425 habitantes (censo de 2004).         